# Giusy Ferreri
Giusy Ferreri (născută Giuseppa Gaetana Ferreri, n. 18 aprilie 1979, Palermo) este o cântăreață italiană. În 2008 Ferreri a luat parte la prima ediție a versiunii italiene a showului de talente X Factor, în care s-a clasat pe locul doi.
Este cunoscută mai ales pentru single-ul său Novembre, care a ajuns pe poziția #1 în Italia.
Până la finele anului 2014, Giusy Ferreri a vândut peste 1,2 milioane de copii de înregistrări în lumea întreagă.

## Discografie

### Albume de studio
- 2008 - Gaetana ITA #2 (437.000+)
- 2009 - Fotografie ITA #10 (70.000+)
- 2011 - Il mio universo ITA #11 (20.000+)
- 2014 - L'attesa ITA #4

### Album neoficial
- 2009 - Supermarket

### EP
- 2008 - Non ti scordar mai di me ITA #1 (314.000+)

### Single-uri
| An   | Single                       | Album                    |
| ---- | ---------------------------- | ------------------------ |
| 2005 | Il party                     | -                        |
| 2008 | Non ti scordar mai di me     | Non ti scordar mai di me |
| 2008 | Novembre                     | Gaetana                  |
| 2009 | Stai Fermo Lì                | Gaetana                  |
| 2009 | La scala (The Ladder)        | Gaetana                  |
| 2009 | Ma il cielo é sempre più blu | Fotografie               |

### Colaborări
- 2008 - Una ragione di più - (cu Ornella Vanoni)
- 2008 - L'amore e basta! - (cu Tiziano Ferro)
- 2009 - Noi sulla città - (cu Claudio Baglioni)
- 2010 - Rivincita - (cu Marracash)

## Turnee
| An   | Turneu                    | Etape | Țară                           |
| ---- | ------------------------- | ----- | ------------------------------ |
| 2009 | Gaetana tour 2009         | 10    | Italia                         |
| 2009 | Estate tour 2009          |       | Italia Grecia Albania Slovenia |
| 2010 | Fotografie tour           | 32    | Italia Serbia Canada           |
| 2011 | Il mio universo Tour 2011 | 25    | Italia Slovenia Elveția        |

### Alte turnee și festivaluri
2008
- Radionorba Battiti live tour 2008

2009
- Coca Cola Live @ MTV - The Summer Song

2010
- Radionorba Battiti live tour 2010
- Spiaggia 101 tour

2011
- Sete di Radio Tour

2012
- Starzone Live Tour[12]

2014
- Donne InCanto
- Coca Cola Summer Festival
- Radio Bruno Estate 2014
- Radionorba Battiti live tour 2014

## Premii și nominalizări
| An   | Premiu                    | Categorie                                            | Rezultat     |
| ---- | ------------------------- | ---------------------------------------------------- | ------------ |
| 2008 | Venice Music Awards       | Best New Artist                                      | Câștigat     |
| 2008 | M.E.I.                    | Best Newcomer                                        | Câștigat     |
| 2008 | Premio Videoclip Italiano | Best videoclip                                       | Câștigat     |
| 2009 | Wind Music Awards         | Diamond Certification Gaetana                        | Câștigat     |
| 2009 | Wind Music Awards         | 4x Platinum Certification "Non ti scordar mai di me" | Câștigat     |
| 2010 | Wind Music Awards         | Platinum Certification Fotografie                    | Câștigat     |
| 2010 | EBBA Awards               | Ea însăși                                            | Câștigat     |
| 2010 | Gold Single Certification | "Ma il cielo è sempre più blu"                       | Câștigat     |
| 2010 | Venice Music Awards       | For the good sales                                   | Câștigat     |
| 2011 | TRL Awards                | Best talent show artist                              | Nominalizare |
| 2011 | Gold Single Certification | "Il mare immenso"                                    | Câștigat     |
| 2011 | Lunezia Awards            | Best Song from Sanremo for "Il mare immenso"         | Câștigat     |